# 新世界葡萄酒

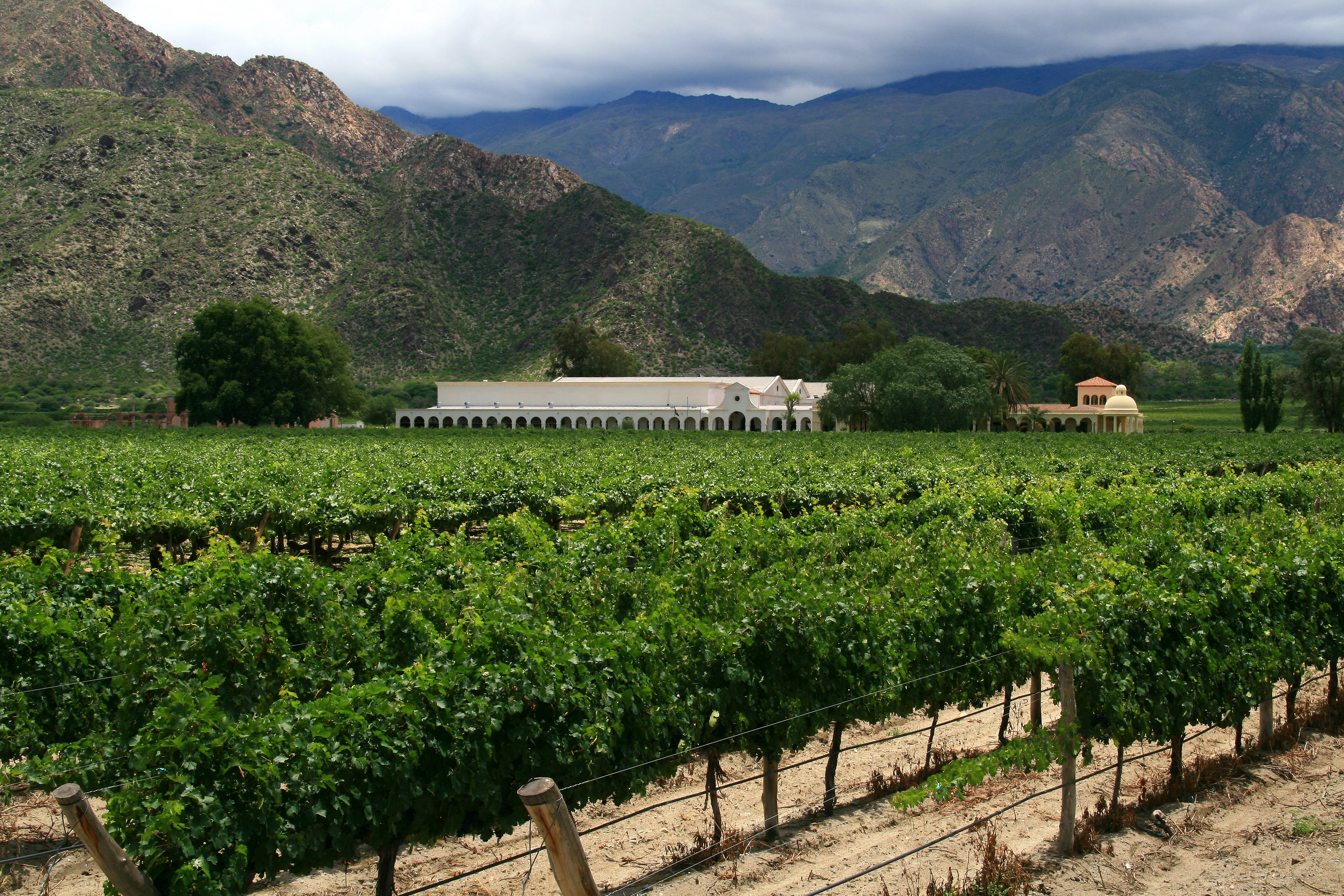
位於阿根廷 卡法亚特 的葡萄園

新世界葡萄酒，指的是出自於傳統葡萄酒產區（歐洲與中東）之外的葡萄酒，其產地包括阿根廷、澳大利亚、智利、新西兰、南非和美国等。這個名稱是用來區別葡萄酒生產歷史悠久的「舊世界」國家，如：法國、意大利、德國、西班牙和葡萄牙等。

## 歷史

### 美洲早期的葡萄酒
在地理大發現之前，美洲原住民已經開始製作酒精飲料。原住民使用玉米、馬鈴薯、藜麥、肖乳香属和草莓釀製酒精飲料。儘管在委內瑞拉、哥伦比亚、中美洲和墨西哥存在葡萄属的物種（屬於釀酒葡萄），但當地居民並未以這些葡萄釀酒。
西班牙殖民者起初為了自用而攜帶旧大陆的動植物，試圖複製他們在西班牙及歐洲的飲食。同期歐洲葡萄酒出口到美洲時，未以瓶裝木栓密封的方式運輸而容易酸化；這個問題進一步促進了新世界葡萄酒的製造。
西元1494年，哥倫布的第二次出航期間，在伊斯帕尼奥拉岛上開始種植葡萄。西班牙國王费尔南多二世 (阿拉贡)於1503年禁止了伊斯帕尼奥拉島上的葡萄種植。1524年，墨西哥征服者赫尔南科尔特斯推動西班牙殖民者們在墨西哥高原的土地上開拓葡萄園。秘魯的葡萄種植是Bartolomé de Terrazas 和 Francisco de Carabantes在1540年代開始的，後者建立了伊卡省的葡萄園，爾後將葡萄傳播到智利和阿根廷。
早期最常見的是一種叫做Mission（西班牙語：Misión）的黑葡萄，種植在墨西哥和隨後的德克萨斯州，接著到加利福尼亚州。這種葡萄在秘鲁則被稱作 Negra peruana（黑秘魯）；引入智利後，成為當地最常見的品種 País；由智利再引入到現在的阿根廷，則稱為 Criolla chica。這些葡萄應該是起源於西班牙，但另一個可能性則是源於義大利，因為和長在撒丁岛的品種 Mónica 和西班牙品種十分相似。
16世纪後半，西班牙殖民者葡萄酒的需求導致西班牙對墨西哥和古巴的葡萄酒出口量大增。然而，在秘鲁、智利和阿根廷卻沒有這個現象，因為這三地的葡萄已成功種植，僅需要少量的西班牙葡萄酒進口。相較於秘鲁和智利，西班牙殖民者在墨西哥建立的葡萄園相當少。
在16和17世纪，美洲的主要葡萄酒種植面積在秘鲁中部和南部海岸，特别是在伊卡省和皮斯科。除了秘鲁和智利，巴拉圭在16世纪以氣溫較高的優勢開展了釀酒產業。 Hernando Arias de Saavedra 在1602年拜訪亞松森時提到當地有187個葡萄園，總計葡萄有1,768,000株。其他同期資料也指出有2,000,000 到1,778,000株。巴拉圭的葡萄酒出口南下圣菲，再到拉普拉塔河。甚至遠達阿根廷中部的科尔多瓦。

### 美洲的變化和南非的登場

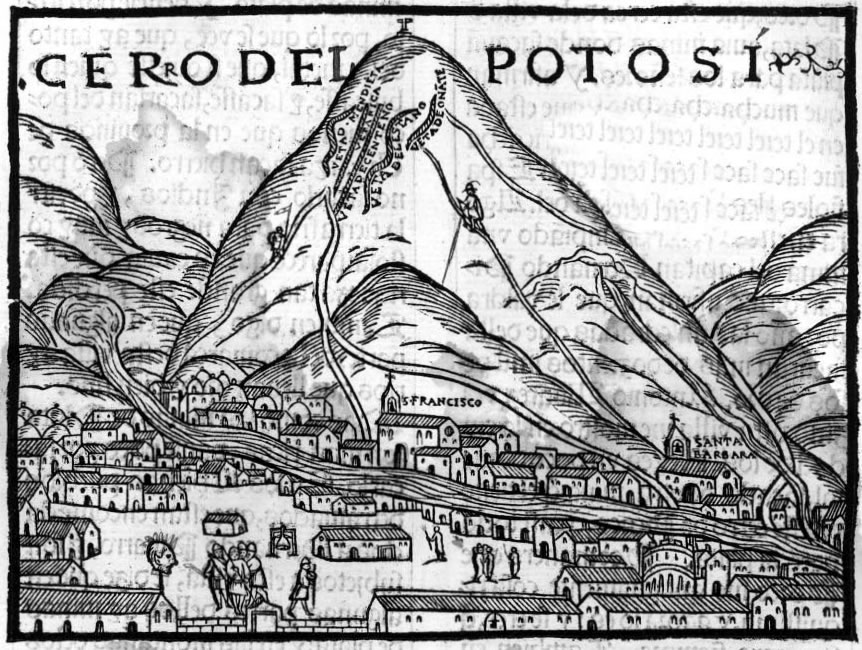
波托西州 的採礦活動在17世纪的南美洲創造了大量的葡萄酒需求。 Pedro Cieza de León繪，1553.

1595年，西班牙王室禁止在美洲建立新的葡萄園，但這個命令並不受重視；這項禁令試圖保護伊比利半到上的葡萄酒免於受到秘鲁葡萄酒酒的競爭，可視為日用品重商主义的一個例子。西班牙王室更分别在1614年和1615年禁止秘鲁葡萄酒出口至巴拿马和危地马拉。西班牙帝國對於葡萄酒的成長與貿易上的加強管控實際上是鬆懈的。某種程度上，王室在美洲唯一有保護到西班牙酒的市場只有墨西哥。
波托西在現今的玻利維亞，礦業的發展使之成為17世纪美洲最大的城市；創造了對葡萄酒的常態需求，其中大部份的酒來自秘魯。在波托西，部份的工資是以葡萄酒來支付。此外，秘鲁葡萄酒莊供給利馬─南美洲在16和17世纪最重要的政治中心。智利葡萄酒的主要客戶是阿劳卡尼亚軍，一個由波托西銀幣資助的常備軍隊，負責對抗马普切人。巴拉圭葡萄酒在這三個市場中的競爭力不足，因此巴拉圭人轉而出口烟草和巴拉圭冬青尋求外匯。在18世纪的巴拉圭幾乎没有種植葡萄。
1687年的大地震摧毁了包含皮斯科和伊卡的整個秘魯南部海岸。儲藏葡萄酒的酒窖和陶製容器在地震中全毀。此一事件結束了秘鲁葡萄酒的榮景。西班牙美洲殖民地在1767年驅逐耶穌會，並以高價拍卖耶穌會的葡萄園，得標者卻沒有對等的能力經營葡萄園，導致產量下降。皮斯可的生產給秘鲁葡萄酒帶來更進一步的挑戰，同樣以葡萄釀造的皮斯可，在1764年達到秘魯葡萄製酒類90%的佔比。即使轉為釀造皮斯可，秘魯葡萄園依然要面對經濟上的下一個問題：18世纪末西班牙王室解禁秘鲁的製造，品質不比皮斯可，但價格更為便宜。
秘鲁葡萄酒的衰落甚至導致秘鲁必須從智利進口葡萄酒；1795年，利馬從智利南部康塞普西翁進口了5,000個陶甕（西班牙语:botijas）。這個出口顯示智利已取代秘鲁成為一個葡萄酒產區。Eduard Friedrich Poeppig聲稱，如同之前已有人提及，康塞普西翁是智利最好的葡萄酒，可能是因為智利南部的氣候較不乾旱。
在早期的歐洲殖民時期，新世界主要是因宗教用途而進口葡萄酒，也許第一次顯著的反向例子是南非的Constantia甜酒，這款酒風靡18世紀的歐洲皇室。

### 工業時代的新世界葡萄酒
1788年，好望角的葡萄藤被第一艦隊的亚瑟·菲利普带到新南威爾士州的。用這些葡萄釀酒的第一次嘗試以失敗告終；其他殖民者持續努力，成功地培育釀酒葡萄；澳洲葡萄酒在1820年代開始供國內販售。1822年，Gregory Blaxland成為第一個出口澳洲葡萄酒，並且是第一個獲得海外獎項的釀酒師。獵人谷在1830年開拓了葡萄園。1833年，James Busby從法國和西班牙帶回精挑細選的多個葡萄品種，包括經典的法國品種和用來生產加烈酒的品種。
早期的澳洲葡萄酒莊面臨許多困難，尤其來自於不熟悉澳洲的氣候。然而他們最終達到了很大的成功。1873年的維也納世博，法國評審盲飲時讚揚了一些維多利亞來的葡萄酒，但在酒款揭曉時提出抗議並撤回了評價，他質疑這樣好的品質必定是以法國酒假冒的。澳洲酒繼續在法國比賽中獲獎，維多利亞的西拉葡萄酒（也稱Shiraz）參加1878年的巴黎博覽會，被比作是瑪歌酒莊，且譽為「風味達到了三位一體的完美」。一款澳洲葡萄酒在1882年波爾多國際展覽赢得「第一級」金牌；而另一款在1889年的巴黎國際展覽赢得了「世界級」金牌。
智利酒在1851年，Silvestre Ochagavia 帶進法國品種時步入現代化。 Silvestre Ochagavia 享譽於引進Cabernet Sauvignon、Pinot noir、Cot, Merlot、Semillon以及Riesling到智利。其他富有的酒農隨之跟進。在1870年代，葡萄酒業是智利最高度發展的農業項目。

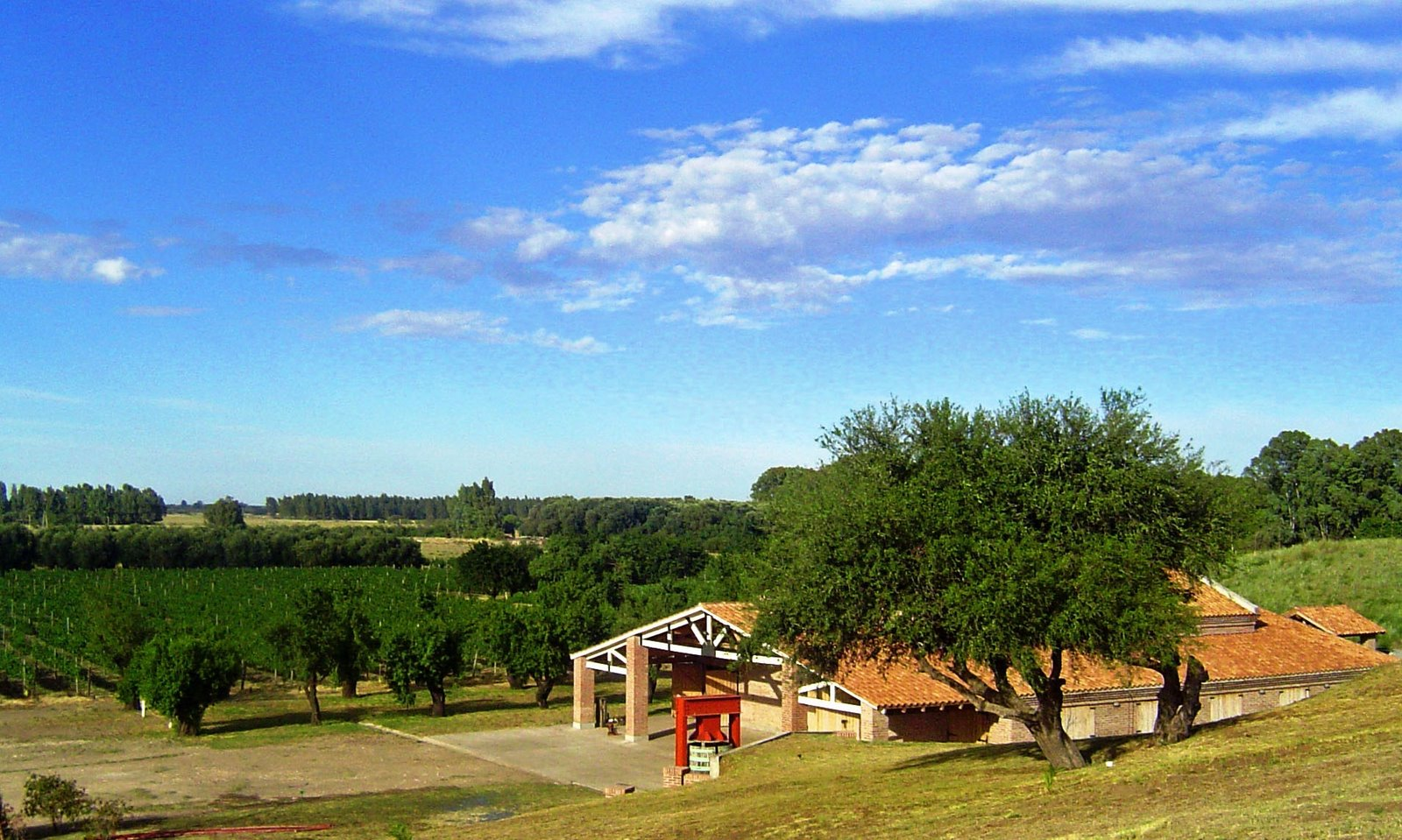
阿根廷 布宜諾斯艾利斯 Médanos 的酒莊與葡萄園

阿根廷的门多萨省產區，或史稱庫約地區，經歷了19世紀到20世紀早期的葡萄酒大榮景，讓這裡成為世界第五大、拉丁美洲最大的葡萄酒產國。 在1885年完工的鐵路聨結了布宜諾斯艾利斯與門多薩，結束了首都與明星葡萄酒產區之間既慢且貴的馬車運輸。 此外，從南歐來到拉普拉塔河的大量移民，也幫過時的阿根廷酒業帶來了需求與葡萄酒知識。 門多薩的葡萄種植面積從1830年的1,000公頃成長到1910年的45,000公頃，超越了在19世紀時擁有較大栽種面積與新科技的智利。 1910年，約80%的阿根廷葡萄園都種植法國品種，主要是Malbec.
19世紀間，秘魯葡萄酒業漸漸邁向衰亡；歐洲的工業化促使許多秘魯酒農將葡萄園轉為獲利更好的棉花田，也加快了葡萄酒與皮斯可產業的衰敗。 特別是在美國南北战争（1861-1865年）期間，因聯邦封鎖而飆漲的棉花價格。 南非葡萄酒也在1860年代遭受重大打擊；英法簽訂的 Cobden–Chevalier Treaty 自由貿易協定，使得南非酒必須與受惠於低關稅的法國酒競爭英國市場，法國酒的銷量成長了一倍。另一次的南非酒大衰退則是1880年代的葡萄根瘤蚜病害。
| 國家     | 佔比 (%) |
| 阿根廷   | 39.51    |
| 智利     | 33.64    |
| 美國     | 19.93    |
| 巴西     | 3.98     |
| 秘魯     | 1.22     |
| 烏拉圭   | 1.14     |
| 玻利維亞 | 0.32     |
| 墨西哥   | 0.22     |

### 20世紀
智利對阿根廷的葡萄酒出口貿易，受阻於困難的陸路運輸以及戰亂，在兩國於1902年簽署五月協訂以及1909年安地斯山橫貫鐵路開通後，戰爭影響與地形的阻礙獲得改善，兩國政府同意簽訂自由貿易協定，然而受到歐洲移民主導的阿根廷酒莊協會的強烈杯葛，因為他們認為智利酒會給國產酒業帶來極大的威脅，同樣地，智利的畜牧業對協定也有同樣反彈，簽署自由貿易協定的計畫至此中止。

## 新世界葡萄酒的特点

### 風格
由於新世界的葡萄園候所處氣候比歐洲中北部更為炎熱——事實上有些主要產區是人工灌溉的沙漠地區——新世界葡萄熟度更高。因此新世界葡萄酒往往酒精含量更高且較為濃郁。酒評家如羅伯特·派克，影響了世界酒莊和消費者對於果香風格的喜愛以及使用更多新橡木桶。然而，近年來對於橡木、高酒精風格，例如1980年晚期的澳洲夏多內，也出現了反彈的聲浪，較涼爽的葡萄園受到重視，酒莊的釀酒技術提升，對風格與品質也更為謹慎。

### 品种的标签
早期新世界葡萄酒常使用歐陸知名產區的名稱，例如布根地、香檳、雪利、波特和Hock。讓消費者對酒的風味可以有初步的概念。隨著酒莊對自我風格更有信心，如：Grange；以及歐洲酒莊反對產區名被盜用、美國作家 Frank Schoonmaker 鼓勵學習阿爾薩斯產區，在酒瓶上標示品種名；其中一個原因是，不同於歐洲，新世界並沒有產區與風格的歷史連結，酒莊可能是從別的葡萄園購買葡萄來釀酒；的確，比如 Grange 酒款特意忽略提及葡萄的來源，而專注在釀造統一標準的風味上；因此在1960到1970年代，如Robert Mondavi這樣的莊主，普遍都會在在酒標上註明品種；這種風氣也擴散至大部份的東歐國家以及許多西歐產區。
接下來，新世界的釀酒師「重新發掘」混釀葡萄酒的技術，融合諸如 西拉/赤霞珠, 賽芙蓉/白苏维翁和隆河傳統組合Grenache、西拉葡萄以及Mourvedre（GSM）的各種混釀變得越來越普遍。加上新世界葡萄種植者對他們的葡萄園的土壤與氣候更加了解，風土的概念也來到了新世界，Coonawarra的「terra rossa」適合種赤霞珠，而伊甸山谷、克萊爾谷和智利的比奥比奥河谷適合種植雷司令。

### 行銷
對於地理特質的依賴少於舊世界，新世界葡萄酒將打造品牌視為更重要的行銷方式，還有一種塑造品牌的風格是在酒標上放上易辨識的動物圖案。與布根地不同，新世界葡萄酒沒有遺產分割制度與拿破仑法典的約束，讓他們在規模經濟以及對大眾市場的談判協商有更多施展的空間。超級市場內的葡萄酒銷售量越來越高，新世界葡萄酒的定位在薄利多銷的風潮中更有優勢。

### 所有權
跨國飲料集團在人們選擇飲用葡萄酒而非啤酒及烈酒的風潮之中，對大型的新世界葡萄酒公司產生極大的興趣。因此, Foster's 集團併購了Beringer Blass（一家控股公司，旗下擁有Wolf Blass、Mildara Wines等葡萄酒事業）和 Southcorp Wines（持有 Penfolds、Lindemans、Wynns等葡萄酒公司）。Pernod-Ricard 收購 Montana Wines，Diageo 擁有 Blossom Hill，Constellation Brands 的酒莊橫跨幾乎整個新世界，從Ravenswood、Vincor、Nobilo 到 Hardys。

## 產酒國

### 阿根廷

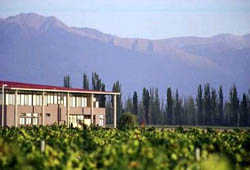
門多薩 Agrelo 的 Tapiz 酒莊

阿根廷是世界上第五大葡萄酒生產國， 儘管傳統上有很大部份是國內市場的消費（2006年統計，阿根廷每人年平均消費超過40公升的葡萄酒）。阿根廷的釀酒傳統與西班牙的關係十分緊密，可追溯至1557年，但釀酒業已漸漸受到近代移民影響，特别是義大利人與德國人。在1990年代中期開始，跟隨鄰國智利的腳步，葡萄酒出口量逐漸成長；度過2002年的經濟恐慌之後更是大幅增加。
阿根廷悠久的葡萄種植歷史促進許多本地品種的演化，Torrontes可算是最經典的阿根廷原生品種，主要用來釀造芳香的白葡萄酒；然而阿根廷人熱愛用紅酒搭配他們舉世聞名的牛排，马尔贝克是出口到海外最受歡迎的品種，與Barbera和Bonarda（現知為Corbeau，萨瓦省的小眾品種）混釀成為更加親民的酒款。
門多薩省是阿根廷最主要的葡萄酒產區，對新酒莊與飯店的大量投資也讓葡萄酒旅遊事業蓬勃發展；其他產區則包括：圣胡安省、萨尔塔省、拉里奥哈省、卡塔马卡省、内格罗河省以及布宜諾斯艾利斯產區。

### 澳洲

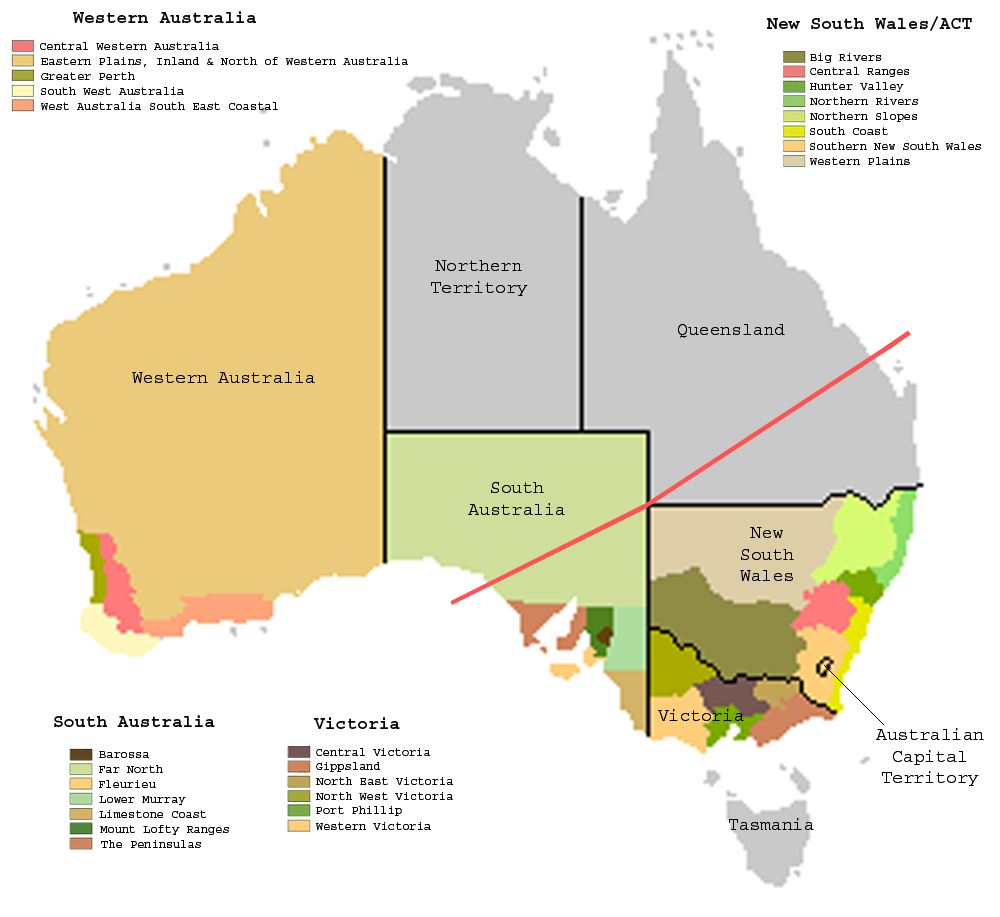
澳洲葡萄酒產區

第一艦隊（1788年）帶來了產自南非的葡萄藤，移民花了一段時間適應新的地區風土，於1822年開始出口葡萄酒。1880年代，澳洲葡萄酒開始在歐洲獲獎。1870年代，葡萄根瘤蚜蟲病害襲擊了東部的葡萄園，摧毀了許多葡萄園，倖免於難的南部則保有許多世界最老的持續耕作葡萄園。
奔富酒莊與其他酒莊帶領著餐酒的復興運動，在西元2000年達到高峰，這一年澳洲超越了法國對英國的葡萄酒出口量。
儘管有些澳洲酒，特别是夏多內，曾被批評為橡木桶味過重、有葡萄過熟的風味，但現在澳洲葡萄酒業的成熟細膩已是舉世聞名，在涼爽的產區開拓更多的葡萄園，比方說：在塔斯马尼亚種植黑比诺，未經橡木桶熟成的酒也越來越受矚目。有些產區的特色開始確立：Barossa Valley的西拉葡萄、 Coonawarra的赤霞珠、伊甸谷與Clare 谷的雷司令、獵人谷的赛美蓉；Rutherglen的麝香葡萄也釀出了新世界的頂尖加强葡萄酒。

### 加拿大

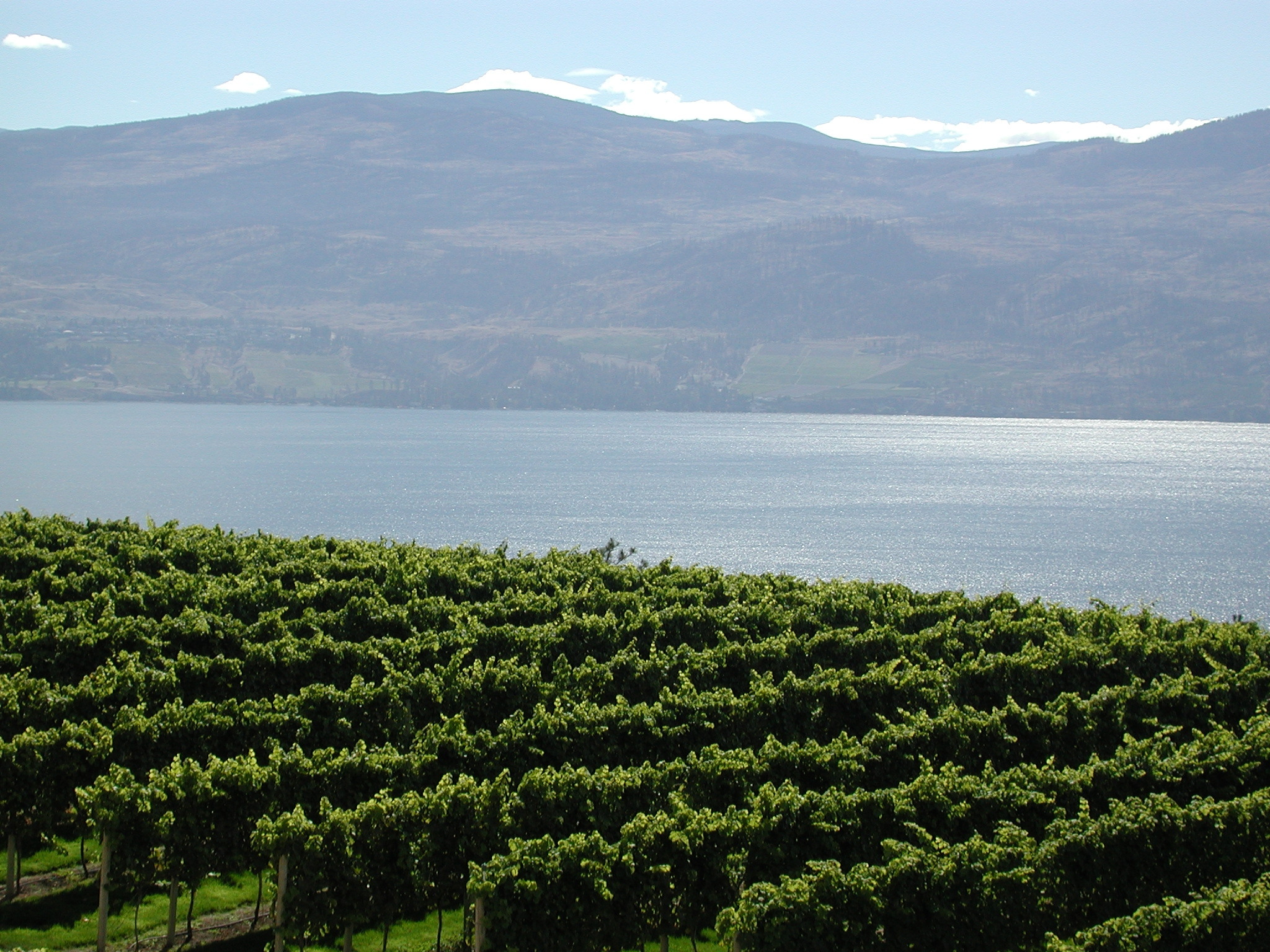
英屬哥倫比亞欧肯纳根湖附近的葡萄園

加拿大跟隨了美東的腳步。美東早期嘗試種植釀酒葡萄失敗，改種美洲葡萄與Vitis riparia，加入烈酒以去除麝香味。加拿大的禁酒令到1927年才解除，但對酒業的抑制則是到了1974年才放寬；此後一直到1990年代，葡萄種植的演進讓釀酒業大幅擴展，圍繞著因湖區而暖和的南安大略，以及不列颠哥伦比亚省南部的Okanagan 谷地；儘管有種植波爾多品種以及黑比诺，但加拿大最聞名的還是冰酒，出自雷司令、威代尔，甚至是品麗珠。

### 智利

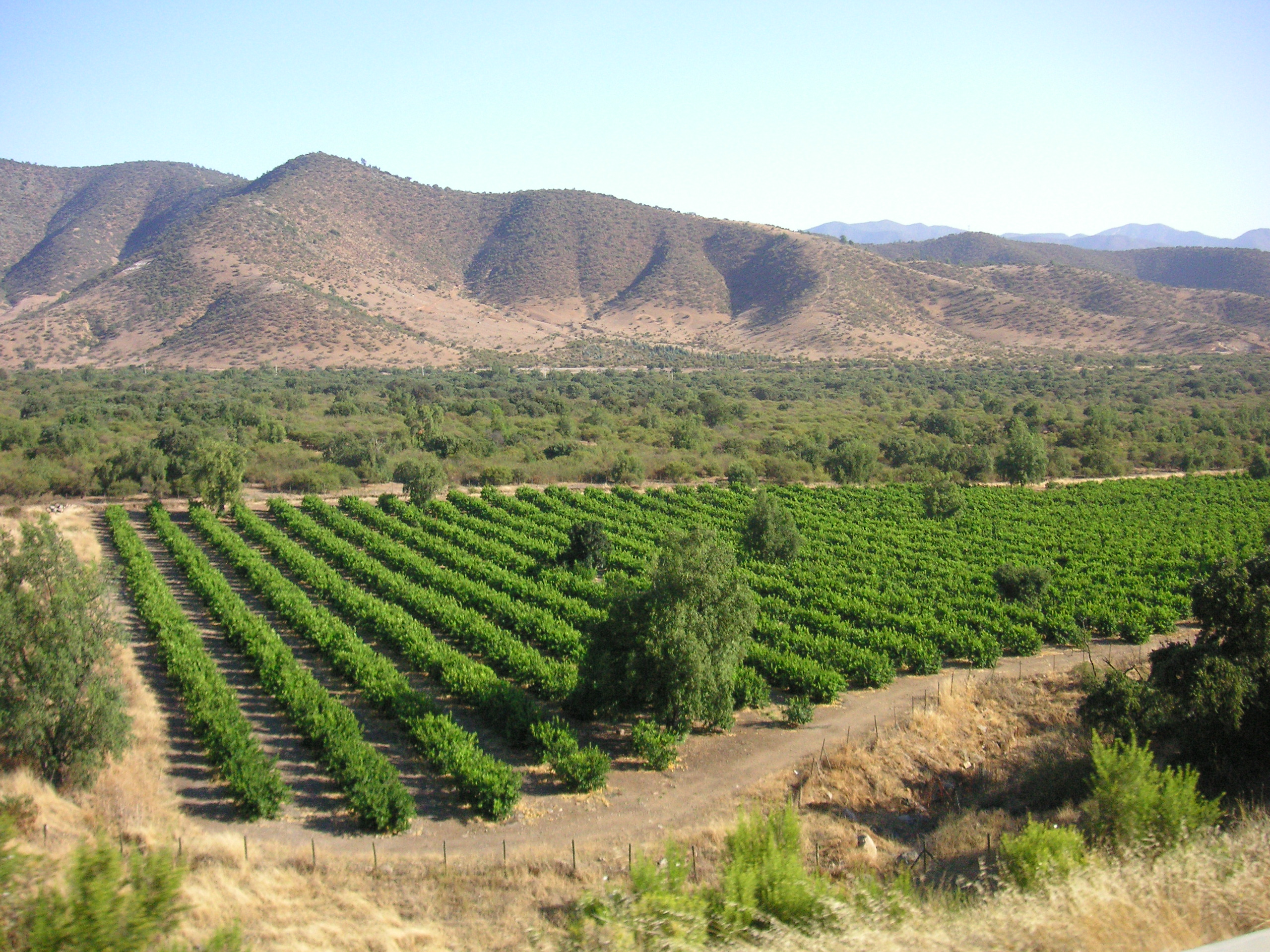
智利有許多葡萄園位於安地斯山腳下的平原。

智利的葡萄酒業同阿根廷，可以追溯回到征服者時代。波爾多品種在19世纪中期抵達，雖然卡門內葡萄有很長一段時間被誤認為梅洛葡萄，但現在已經是智利的指標性品種。智利現為全世界前十大的葡萄酒生產國，早期重量不重質，繁文縟節阻礙了酒業的進步，在皮諾切特於1980年代的改革之下，開始投資釀酒廠與葡萄園，1990年代中期開始出口。 智利傳統的葡萄園位於半乾旱地區，以安地斯山脈的水源灌溉，但現在開墾了越來越多位於涼爽地帶的葡萄園，如Lleyda谷地（以黑比诺聞名）和比奥比奥河谷，適合種植雷司令。
智利值得注意的是，這是少數未受根瘤蚜侵襲的產區。

### 哥倫比亞
哥伦比亚的葡萄酒歷史與中南美洲的其他國家不盡相同。葡萄酒主要出自宗教原因，由全國各地的天主教神父在修道院釀造。從受西班牙統治轉為獨立後，由於限制歐洲移民，葡萄酒業的發展不如其他南美國家；啤酒和Aguardiente烈酒成為更受歡迎的酒款。在哥倫比亞的一些區域有出產品質優良的葡萄酒，但大部分只供國內銷售，萊瓦鎮是一個小產區，位於北波哥大，因地中海氣候而聞名，這些地區產出的葡萄酒達到非常高的國際標準；南波哥大的考卡山谷省也是一個著名的產區。哥倫比亞葡萄酒往往是較甜的，這是由於安地斯山脈炎熱的氣候和豐沛的雨量。

### 墨西哥

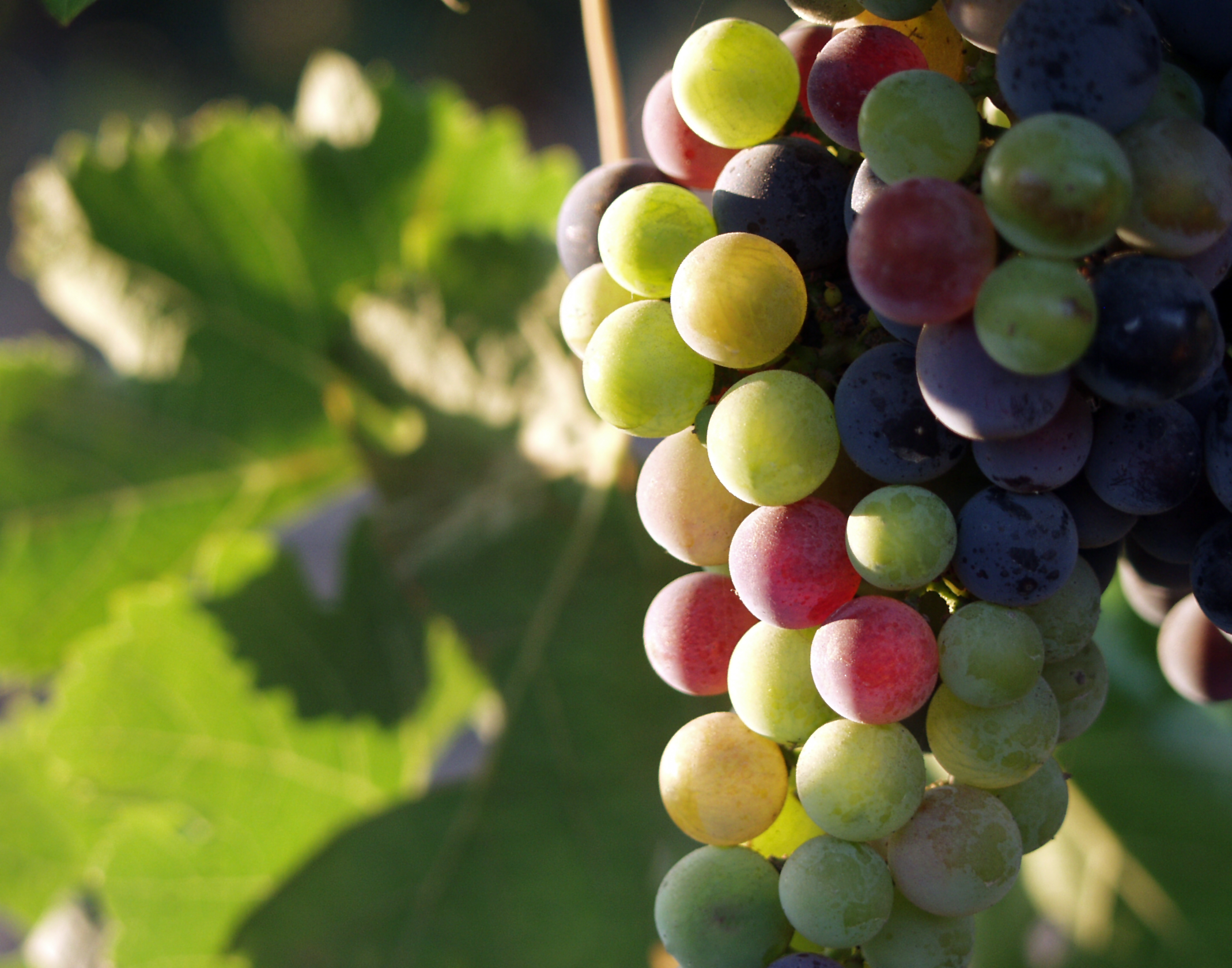
葡萄期间的色素沉着在 下加利福尼亚州、墨西哥

墨西哥是美洲最古老的產酒國。1549年，西班牙探險者和移民抵達了一個肥沃的山谷，即是在今日的科阿韋拉州，他們發現了原生葡萄藤並建立Santa María de las Parras教會。1597年，西班牙移民Don Lorenzo García建立了San Lorenzo莊園，他與其他西班牙傳教士一起創建了 Casa Madero─美洲最古老的酒莊。
墨西哥最早被出口並種植在加利福尼亚州的葡萄藤就是出自Parras de la Fuente與科阿韋拉州，也有出口到新西班牙和其他西班牙的南美殖民地。1699年，西班牙國王有感於新世界葡萄酒的競爭力，下令禁止新西班牙區生產葡萄酒，僅允許釀造教堂用酒。禁令一直持續到1810年墨西哥獨立，脱離西班牙統治。
2013年，約90%的墨西哥酒產自下加利福尼亞州的西北部，鄰近美國的加州，尤其是在 Valley of Guadalupe與恩森那达。

### 紐西蘭
紐西蘭的葡萄種植是19世紀晚期由克羅埃西亞移民開始的，但直到1970年代才開始興盛，因為英國在1973年加入欧洲经济共同体，結束了英紐的農業貿易優惠；同時紐西蘭人因國內酒類法規修改而增進了釀酒品質；廉價的航空旅遊讓他們更能廣為接觸各種文化。
早期嘗試了許多品種，但在1980年代，紐西蘭發展出獨特風格的白苏维翁，成為其主要特產；此後，布根地品種莎当妮和黑比诺發展到更南邊、更涼爽的葡萄園中種植，獲得相當大的成功。近來增加很受歡迎的芳香白葡萄品種，如：琼瑶浆和雷司令，帶甜的Auslese風格也正在嘗試中。

### 秘魯
西班牙征服印加帝国不久後，帶來了秘魯第一株葡萄藤。在西班牙的編年史裡記載南美洲第一次的葡萄酒釀造是在庫斯科的 Marcahuasi 大莊園； 然而，美洲在16到17世紀，最大最出名的葡萄園是秘魯中南部的伊卡山谷。1540年代，Bartolomé de Terrazas 和 Francisco de Carabantes在秘鲁開墾葡萄園；後者在伊卡建立葡萄園，安達盧西亞和埃斯特雷马杜拉的西班牙人將這裡的葡萄藤帶到智利。
1687年，秘魯的整個南部海岸遭受大地震襲擊，摧毁了皮斯科和伊卡。地震毀滅了酒窖和儲存酒的泥燒容器。這也結束了當時秘魯興盛的葡萄酒業。
2008年，秘魯的葡萄種植面積達14,000公頃（35,000英畝），其中包括食用葡萄，釀造 610,000百公升（13,000,000英制加侖；16,000,000美制加侖） 的葡萄酒，種植和釀造的數量都在增加中。 大部分的葡萄園都位於中部海岸，在皮斯科和伊卡周圍，是秘魯主要的葡萄酒與蒸餾酒產地。

### 南非
葡萄酒首先是由開普敦的創建人在1659年釀造，18世纪晚期，由小粒種的白慕斯卡葡萄釀造的 Constantia在歐洲皇室中流行。然而，葡萄園被葡萄根瘤蚜摧毁。KWV集團自1918年以來控制著葡萄酒產業，並不重視生產優質葡萄酒。種族隔離制度結束後，開始了一連串對葡萄園的投資與創新；雖然仍種有大片的平庸品種如： Colombard；但在斯泰倫博斯與帕阿爾還是產出世界水準的葡萄酒，出自波爾多品種、西拉葡萄與Pinotage（黑皮諾和Cinsaut培育的本地品種）；南非也是白诗南的第二個家，也被稱為Steen；小粒種的白慕斯卡葡萄在當地被叫做Muscadel，有紅白兩色，被用來重現Constantia。

### 美國
雖然美國許多地區都有產葡萄酒，但90%是來自於加州，Gallo酒莊在Modesto運行工業化的廠房。美國大部分的葡萄酒出口貿易是來自加州，剩下的由華盛頓州與紐約州平分，奧勒岡州緊追在後。加州最早的葡萄藤是從「新西班牙」也就是現在的墨西哥輸入的，而這些藤又是西班牙殖民者帶進美洲的。北美有幾種原生種葡萄，然而其具有的獨特氣味卻不是人人都可接受；Catawba是主要拿來釀酒的原生品種，最早從俄亥俄州到後來的紐約州Finger Lakes區。加州跟隨拉丁美洲國家的步伐，1769年由西班牙傳教士開拓了最早的葡萄園，接下來的波爾多與義大利移民帶來了家鄉的品種；很快地，葡萄酒業開始蓬勃發展，尤其是在納帕谷地。然而，也和許多其他產區一樣，因根瘤蚜蟲病害而中斷，1920-1933年的禁酒時期更是讓酒業元氣大傷。
禁酒令造成一件有意思的結果，葡萄園重新種植了品質較低的品種，如：Alicante Bouschet，在運輸到家庭私釀的過程中不易變質，而這個家庭私釀的傳統也改變了美國人的口味：從禁酒令前的喜歡不甜，轉變為喜歡偏甜的風味。總的來說，禁酒令對葡萄酒工業有毀滅性的影響，直到1960年代晚期至1970年代才開始復甦，由大型酒廠帶動，如：Ernest、 Julio Gallo、Robert Mondavi；以及加利福尼亞大學戴維斯分校的世界級葡萄酒學專家們。此校對於美國葡萄酒業復甦擔任領頭羊的角色，尤其是辨識葡萄的品種發源（如加州最出名的品種：Zinfandel，被驗證是克羅埃西亞的Crljenak Kaštelanski），以及鼓勵運用歐洲傳統品種的較佳複製株；在1970年代，產區的劃分被確立為American Viticultural Areas（AVA）。
在禁酒之後的幾年裡，國內市場要求便宜的「罐裝酒」和甜的加烈葡萄酒。這些口味影響了本土風格，如白色金粉黛（一種甜粉紅酒）和「bum wines」。在Mondavi重新塑造白苏维翁成為成為不甜、桶味重的Fumé Blanc後，市場對傳統歐洲葡萄品種的興趣大增，產生創新成果並於1976年在巴黎取得驚人的成就。儘管加州特別以其卡本內蘇維儂、金粉黛和夏多內聞名，但這裡的葡萄酒產量之大，幾乎每個葡萄品種都各有發展。例如：「隆河遊騎兵」已經提高了隆河品種的知名度，尤其是維歐尼耶；更有人猜測氣候變化將迫使加州往歐洲南部尋找葡萄品種。俄勒岡州和華盛頓州的西北部以其黑皮諾和麗絲玲而聞名，而紐約州則繼續生產主要來自美洲葡萄品種和雜交品種的葡萄酒。

## 引用
1. 1 2 3 4 5 6 7 8  Del Pozo 2004，第24-34頁.
2. ↑  MacNeil, K. . Workman Publishing. 2001: 751. ISBN 1-56305-434-5.
3. ↑  Rice, Prudence M. . Journal of Field Archaeology (Taylor & Francis, Ltd.). 1996, 23 (2): 187–204. JSTOR 530503. doi:10.2307/530503.
4. ↑  Huertas Vallejos, Lorenzo. . Revista Universum. 2004, 9 (2): 44–61  [2018-03-11]. doi:10.4067/S0718-23762004000200004. （原始内容存档于2017-10-15） （西班牙语）.
5. ↑  Mishkin, David Joel.  (学位论文). University of Illinois at Urbana-Champaign. 1966. hdl:2142/61108.
6. 1 2 3 4 5 6 7 8  Lacoste, Pablo. . Revista Universum. 2004, 19 (2): 62–93  [2018-03-11]. doi:10.4067/S0718-23762004000200005. （原始内容存档于2017-11-07） （西班牙语）.
7. 1 2  Cortés Olivares, Hernán, F. . Revista Universum. 2005, 20 (2): 42–81  [2018-03-11]. doi:10.4067/S0718-23762005000200005. （原始内容存档于2013-12-02） （西班牙语）.
8. 1 2  Del Pozo 2004，第35-45頁.
9. ↑  The Oxford Companion to Wine. . （原始内容存档于2008年8月8日）.
10. ↑  Atkin, Tim. . The Guardian (London). 18 January 2009  [2018-03-11]. （原始内容存档于2018-03-12）.
11. ↑  Hartley, Clive. . Putney, NSW: Hospitality Books. 2002. ISBN 0957703449.
12. ↑  Walsh, Gerald. . Wine Talk (Canberra: A.N.U.). 1979  [8 September 2006]. （原始内容存档于2018-07-22）.
13. ↑  Clark, Oz. . Time Warner Book Group UK. 2004: s.12. ISBN 0-316-72874-8.
14. ↑  Phillips, Roderick. . London: Allen Lane. 2000: 265. ISBN 0-7139-9432-0.
15. ↑  Rytkönen, Paulina. . Lund Studies in Economic History 31. Almquiest & Wiksell Intl. 2004: 56–57. ISBN 978-9122020943.
16. ↑  Ponte, Stefano; Ewert, Joachim.  (PDF). tralac.org. tralac Working Paper No. 8. 2007. （原始内容 (PDF)存档于2016年9月19日）.
17. ↑  . Food and Agriculture Organization. 8 October 2015  [6 October 2015]. （原始内容存档于2016-10-10）.
18. ↑  . Phylloxera and Grape Industry Board of Australia.   [16 December 2014]. （原始内容存档于2014年12月5日）.
19. ↑  . Wines of Chile. 2015  [2 June 2016]. （原始内容存档于2018-03-08）.
20. ↑  Catchpole, Karen. . The Latin Kitchen. 15 January 2014  [8 June 2016]. （原始内容存档于2017-08-25）.
21. ↑  Ministerio de Relaciones Exteriores del Perú. . RREE.gob.pe. 2006  [3 December 2013]. （原始内容存档于2006年11月15日） （西班牙语）.
22. ↑  Harrel, Courtney. . 2009  [2018-03-11]. （原始内容存档于2017-02-02） （西班牙语）.
23. ↑  . oiv.int.   [8 June 2016]. （原始内容存档于2018-03-12）.
24. ↑  Robinson, Jancis (编). .  3. Oxford: Oxford University Press. 2006: 513. ISBN 0-19-860990-6.